# Daniel Espinosa
Jorge Daniel Espinosa (*23. března 1977) je švédský režisér a scenárista s chilskými kořeny. Navštěvoval Národní filmovou školu Dánska, kde promoval v roce 2001. Jeho třetí film, Easy Money byl nejnavštěvovanějším švédským filmem roku 2010.

## Filmografie
| Rok           | Anglický název         | Jiné názvy                           | Země                   | Poznámky               |
| ------------- | ---------------------- | ------------------------------------ | ---------------------- | ---------------------- |
| 2003          | The Boxer              | Bokseren                             | Dánsko                 | studentský krátký film |
| 2004          | Babylon Disease        | Babylonsjukan, Babylónská nemoc      | Švédsko                |                        |
| 2007          | Outside Love           | Uden for kærligheden, Láska navzdory | Dánsko                 |                        |
| 2010          | Easy Money             | Snabba Cash, Snadný prachy           | Švédsko                |                        |
| 2012          | Safe House             | Nepřítel pod ochranou                | Spojené státy americké |                        |
| 2015          | Child 44               | Dítě č. 44                           | Spojené státy americké |                        |
| 2017          | Life                   | Život                                | Spojené státy americké |                        |
| 2022          | Morbius                | Morbius                              | Spojené státy americké |                        |
| bude oznámeno | The Anarchists vs ISIS | bude oznámeno                        | Spojené státy americké | v přípravě             |